# NGC 4627
NGC 4627은 사냥개자리 방향으로 약 3,870만 광년 떨어진 타원 은하이다. 형태는 E4 pec형이다.

## 발견
1787년 3월 20일에 윌리엄 허셜에 의해 발견되었다.

## 고래 은하와의 상호 작용
바로 밑에 위치한 고래 은하와 상호 작용 중이다.
고래 은하의 동반 은하인 만큼 NGC 4631 은하군에 속해 있으며 고래 은하와의 거리는 대략 20,000 광년 밖에 되지 않는다.
또한 고래 은하와는 서로 중성수소가스로 구성된 5개의 조석 꼬리로 이어져 있다고 하며, 그중 3개는 두 은하와의 상호 작용으로 생겨난 것이며 나머지 2개는 NGC 4631이 NGC 4627을 중심으로 공전하던 NGC 4627의 헤일로의 가스와 별들을 중력으로 잡아 끌어당기면서 발생했거나 NGC 4627이 NGC 4631의 원반을 통과하면서 원반에 존재하던 별들을 밖으로 밀어내면서 발생했다고 추정되나 확실하게 밝혀지진 않았다. NGC 4627을 중심으로 공전하던 이는 정확한 추정은 되지 않지만 과거에 한 번이라도 두 은하는 서로 근접 조우를 한 적이 있다는 것을 의미한다고 한다.